# Iglesia de San Juan Bautista (Campo de Cuéllar)

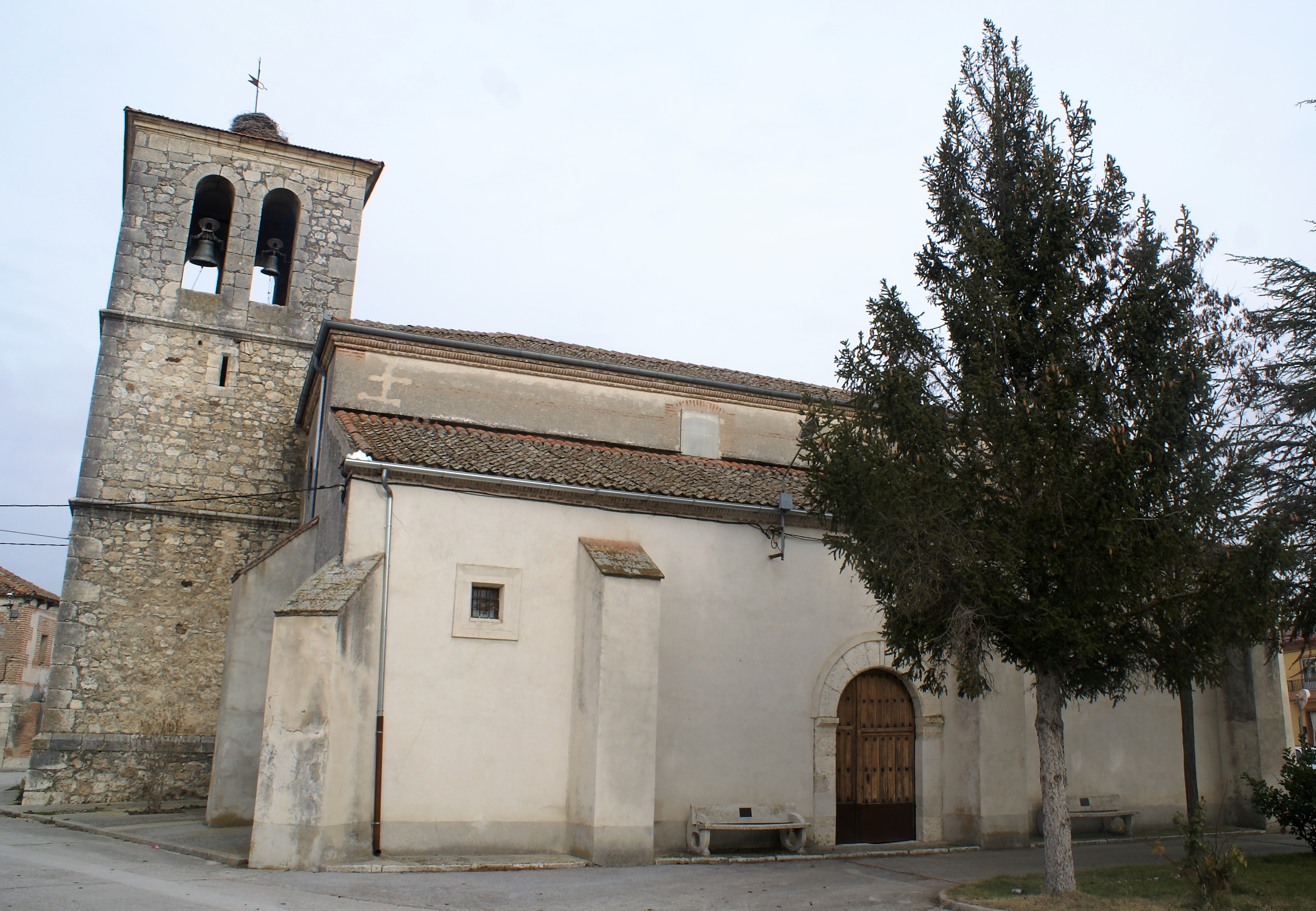
Iglesia de San Juan Bautista

La iglesia de San Juan Bautista es un edificio de culto católico ubicado en el término municipal de la villa de Cuéllar, dentro de los límites de la localidad de Campo de Cuéllar, en la provincia de Segovia, comunidad autónoma de Castilla y León, de la que es iglesia parroquial.
Fue construida en arte mudéjar y profusamente reformada en el siglo XVI siguiendo las corrientes artísticas de la época, aunque en su interior perdura un artesonado octogonal policromado correspondiente a su primitiva fábrica, siendo uno de los aspectos más destacables del templo.
Conserva en su interior una variada colección de piezas de plata, entre las que se encuentra la cruz parroquial, realizada en Valladolid por el artífice Pedro Álvarez en el año 1657.